# Going Down to the River (musikalbum)
Going Down to the River utkom 2014, och är Doug Seegers debutalbum. Han hade tidigare levt som hemlös gatumusikant. men slog igenom i Jills veranda 2014.
Han fick snart skivkontrakt med Lionheart Music Group och spelade in albumet, som släpptes den 28 maj 2014 och toppade Sverigetopplistan den 5 juni 2014 samt den 14 augusti samma år. Då albumet var aktuellt turnerade han också i Sverige.

## Låtlista
1. "Angie's Song" (3:29)
2. "Going Down to the River" (4:14)
3. "She" (med Emmylou Harris) (4:36)
4. "Lonely Drifter's Cry" (3:37)
5. "Hard Working Man" (3:28)
6. "Pour Me" (3:42)
7. "There'll Be No Teardrops Tonight" (med Buddy Miller) (2:34)
8. "Memory Lane" (3:15)
9. "Gotta Catch That Train" (2:36)
10. "Burning a Hole in My Pocket" (4:00)
11. "She's in a Rock 'n' Roll Band" (3:29)
12. "Baby Lost Her Way Home Again" (2:38)

## Listplaceringar
| Lista (2014) | Topplacering |
| ------------ | ------------ |
| Sverige      | 1            |

### Fotnoter
1. ↑  Eric R. Danton (29 juli 2014). ”Doug Seegers and Emmylou Harris duet on Gram Parsons' "She" (exclusive song premiere)”. The Wall Street Journal. http://blogs.wsj.com/speakeasy/2014/07/29/doug-seegers-and-emmylou-harris-duet-on-gram-parsons-she-exclusive-song-premiere/. Läst 9 september 2014.
2. ↑  SVT.se: Första intervjun efter succén - Doug: "Jag vill tacka alla i Sverige med en konsert" (svenska)
3. ↑  Ashley Cleek (29 maj 2014). ”You probably don't know his name, but this Nashville musician is huge in Sweden”. pri.org. http://www.pri.org/stories/2014-05-29/you-probably-dont-know-his-name-nashville-musician-huge-sweden. Läst 9 september 2014.
4. ↑  ”Going Down to the River”. Swedischcharts. 28 februari 2014. http://www.swedishcharts.com/showitem.asp?interpret=Doug+Seegers&titel=Going+Down+to+the+River&cat=a. Läst 9 september 2014.